# 香美市
香美市（かみし）は、高知県の東部に位置する市。市域は物部川や国分川の源流域から高知平野に及ぶ。高知県の市では唯一、海に面していない。

## 地理

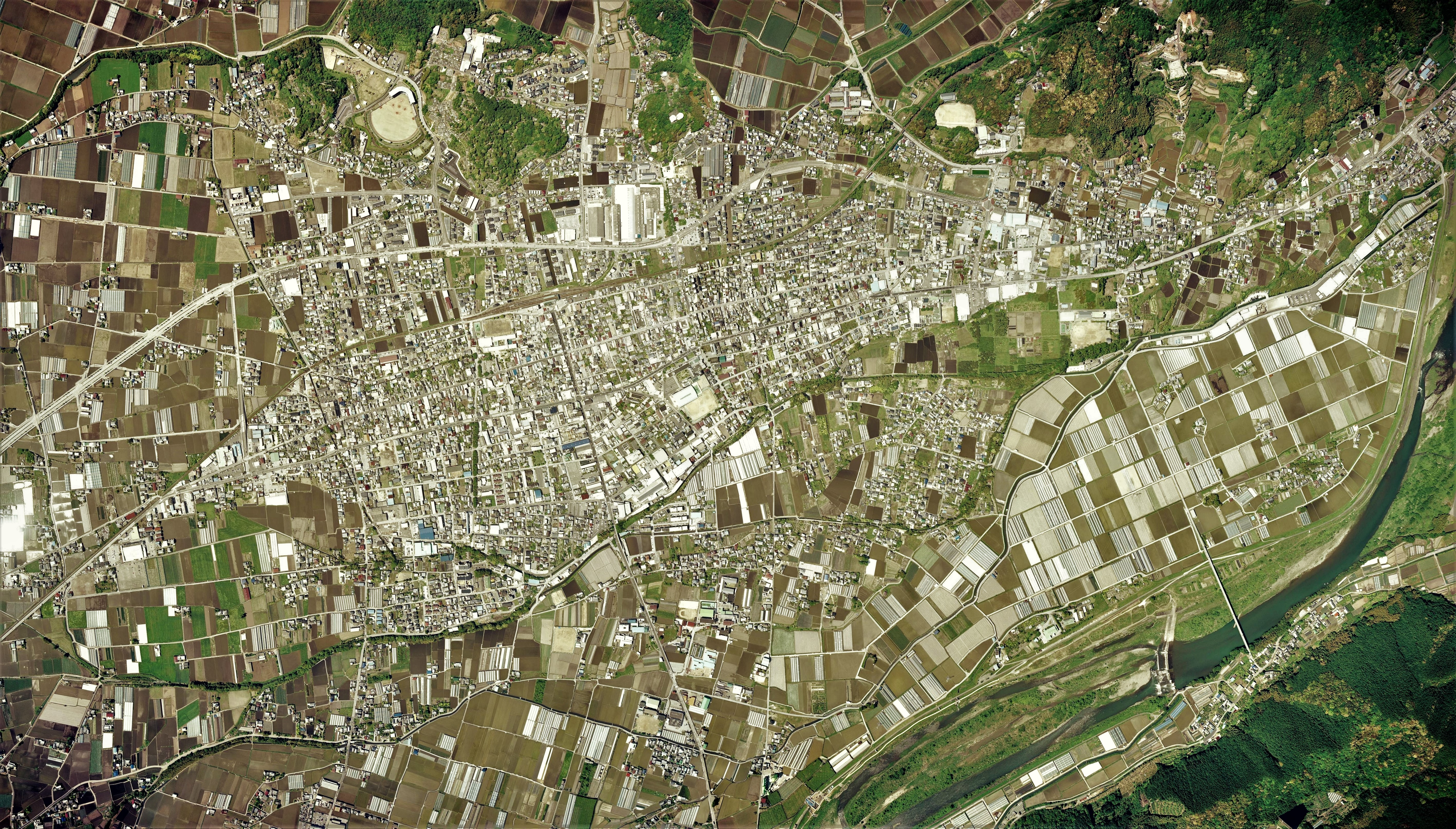
市役所の所在する土佐山田町地区の空中写真。
2010年4月30日撮影の3枚を合成作成。。

- 山：三嶺、茂ノ森、国見山、鉢ヶ森、御在所山、小桧曽山
- 河川：物部川、穴内川、国分川
- ダム：穴内川ダム、杉田ダム、永瀬ダム、吉野ダム

### 土佐山田地区
香美市街地（自治体域南西部）は高知平野の北東部にあたる。自治体域の70%を山林が占めている。

### 香北地区
中心地は美良布（びらふ）であり、式内社の大川上美良布神社や道の駅に併設された香美市立やなせたかし記念館（アンパンマンミュージアム）などがある。物部川沿いを走る国道195号の沿線にはアジサイが植えられている。

### 物部地区
面積の約95%を山林が占め、林業や柚子の栽培などの農業、それを使った加工業が主な産業である。
剣山国定公園のエリア内にあるべふ峡など自然豊かな地区である。また、陰陽道や古神道の1つといわれるいざなぎ流が伝わる地域であり、平家の落人伝説も残っている。

### 気候
| 大栃（1991年 - 2020年）の気候      | 大栃（1991年 - 2020年）の気候 | 大栃（1991年 - 2020年）の気候 | 大栃（1991年 - 2020年）の気候 | 大栃（1991年 - 2020年）の気候 | 大栃（1991年 - 2020年）の気候 | 大栃（1991年 - 2020年）の気候 | 大栃（1991年 - 2020年）の気候 | 大栃（1991年 - 2020年）の気候 | 大栃（1991年 - 2020年）の気候 | 大栃（1991年 - 2020年）の気候 | 大栃（1991年 - 2020年）の気候 | 大栃（1991年 - 2020年）の気候 | 大栃（1991年 - 2020年）の気候 |
| 月                                 | 1月                           | 2月                           | 3月                           | 4月                           | 5月                           | 6月                           | 7月                           | 8月                           | 9月                           | 10月                          | 11月                          | 12月                          | 年                            |
| ---------------------------------- | ----------------------------- | ----------------------------- | ----------------------------- | ----------------------------- | ----------------------------- | ----------------------------- | ----------------------------- | ----------------------------- | ----------------------------- | ----------------------------- | ----------------------------- | ----------------------------- | ----------------------------- |
| 最高気温記録 °C （°F）             | 19.1 (66.4)                   | 22.7 (72.9)                   | 25.2 (77.4)                   | 29.4 (84.9)                   | 32.0 (89.6)                   | 34.2 (93.6)                   | 37.8 (100)                    | 38.5 (101.3)                  | 35.6 (96.1)                   | 30.8 (87.4)                   | 26.3 (79.3)                   | 22.3 (72.1)                   | 38.5 (101.3)                  |
| 平均最高気温 °C （°F）             | 9.7 (49.5)                    | 11.1 (52)                     | 14.8 (58.6)                   | 20.1 (68.2)                   | 24.5 (76.1)                   | 26.8 (80.2)                   | 30.7 (87.3)                   | 31.9 (89.4)                   | 28.4 (83.1)                   | 23.4 (74.1)                   | 17.5 (63.5)                   | 11.9 (53.4)                   | 20.9 (69.6)                   |
| 日平均気温 °C （°F）               | 4.6 (40.3)                    | 5.6 (42.1)                    | 8.9 (48)                      | 13.8 (56.8)                   | 18.3 (64.9)                   | 21.6 (70.9)                   | 25.3 (77.5)                   | 26.0 (78.8)                   | 22.8 (73)                     | 17.4 (63.3)                   | 11.7 (53.1)                   | 6.5 (43.7)                    | 15.2 (59.4)                   |
| 平均最低気温 °C （°F）             | 0.5 (32.9)                    | 1.2 (34.2)                    | 3.9 (39)                      | 8.4 (47.1)                    | 13.0 (55.4)                   | 17.6 (63.7)                   | 21.5 (70.7)                   | 22.0 (71.6)                   | 18.8 (65.8)                   | 12.9 (55.2)                   | 7.2 (45)                      | 2.4 (36.3)                    | 10.8 (51.4)                   |
| 最低気温記録 °C （°F）             | −7.2 (19)                     | −7.1 (19.2)                   | −4.2 (24.4)                   | −0.6 (30.9)                   | 2.8 (37)                      | 8.1 (46.6)                    | 13.3 (55.9)                   | 14.6 (58.3)                   | 7.7 (45.9)                    | 2.6 (36.7)                    | −1.1 (30)                     | −4.3 (24.3)                   | −7.2 (19)                     |
| 降水量 mm （inch）                 | 73.0 (2.874)                  | 123.9 (4.878)                 | 189.0 (7.441)                 | 231.8 (9.126)                 | 260.1 (10.24)                 | 383.5 (15.098)                | 473.9 (18.657)                | 391.8 (15.425)                | 395.6 (15.575)                | 208.7 (8.217)                 | 123.5 (4.862)                 | 101.2 (3.984)                 | 2,981.9 (117.398)             |
| 平均降水日数 （≥1.0 mm）           | 7.5                           | 8.4                           | 11.0                          | 10.4                          | 10.8                          | 14.8                          | 13.7                          | 12.6                          | 12.6                          | 9.3                           | 7.8                           | 7.0                           | 125.9                         |
| 平均月間日照時間                   | 156.9                         | 153.5                         | 176.0                         | 193.0                         | 193.2                         | 130.0                         | 152.9                         | 178.3                         | 146.9                         | 167.8                         | 154.2                         | 154.8                         | 1,957.4                       |
| 出典1：Japan Meteorological Agency |                               |                               |                               |                               |                               |                               |                               |                               |                               |                               |                               |                               |                               |
| 出典2：気象庁                      |                               |                               |                               |                               |                               |                               |                               |                               |                               |                               |                               |                               |                               |

## 歴史

### 沿革
- 2006年（平成18年）3月1日 -  香美郡香北町・土佐山田町・物部村が新設合併し市制施行、香美市が発足。なお、隣接している香南市も同時に発足したため、香美郡は消滅した。

## 行政

### 市政
- 市長：依光晃一郎（2022年4月9日就任・1期目）
- 香美市議会

歴代市長
- 初代：門脇槇夫（2006年4月9日 - 2014年4月8日・2期 旧土佐山田町長）
- 2代：法光院晶一（2014年4月9日 - 2022年4月8日・2期）

### 警察
- 南国警察署香美警察庁舎

### 消防
- 香美市消防本部・香美市消防署
  - 香美市消防署香北分署

## 経済

### 産業

#### 農業
米・野菜・果樹等を生産。
- 特産品：韮生米（にろうまい）、銀杏、柚子（およそ200戸が栽培しており、売上高は6億円程度である）

#### 林業
主にスギ・ヒノキ。

#### 工業
- 土佐打刃物（経済産業大臣指定伝統的工芸品）
- フラフ（端午の節句の幟旗）

### 金融機関
- 四国銀行
  - 山田支店
    - 美良布代理店※窓口は月・水・金曜日のみ営業
    - 大栃代理店※窓口は火・木曜日のみ営業
- 高知銀行山田支店
- 愛媛銀行山田支店
- 高知信用金庫山田かみ支店
- 高知県農業協同組合（JA高知県）
  - 土佐山田支所
  - 香北支所

## 姉妹都市・提携都市

### 国内
姉妹都市
- あわら市（福井県） - 姉妹都市提携
- 坂井市（福井県）- 旧坂井郡三国町と姉妹都市提携

### 海外
姉妹都市
- ：ラーゴ市（アメリカ合衆国 フロリダ州）- 1969年（昭和44年）7月11日姉妹都市提携

## 地域

### 人口
| |                                        |  |
| 香美市と全国の年齢別人口分布（2005年） | 香美市の年齢・男女別人口分布（2005年） |  |
| ■紫色 ― 香美市 ■緑色 ― 日本全国 | ■青色 ― 男性 ■赤色 ― 女性              |  |
| 香美市（に相当する地域）の人口の推移 \| 1970年（昭和45年） \| 35,553人 \| \| \| 1975年（昭和50年） \| 34,482人 \| \| \| 1980年（昭和55年） \| 33,878人 \| \| \| 1985年（昭和60年） \| 34,016人 \| \| \| 1990年（平成2年） \| 32,401人 \| \| \| 1995年（平成7年） \| 31,076人 \| \| \| 2000年（平成12年） \| 31,175人 \| \| \| 2005年（平成17年） \| 30,257人 \| \| \| 2010年（平成22年） \| 28,766人 \| \| \| 2015年（平成27年） \| 27,513人 \| \| \| 2020年（令和2年） \| 26,513人 \| \| |                                        |  |
| 総務省統計局 国勢調査より |                                        |  |
| 1970年（昭和45年） | 35,553人                               |  |
| 1975年（昭和50年） | 34,482人                               |  |
| 1980年（昭和55年） | 33,878人                               |  |
| 1985年（昭和60年） | 34,016人                               |  |
| 1990年（平成2年） | 32,401人                               |  |
| 1995年（平成7年） | 31,076人                               |  |
| 2000年（平成12年） | 31,175人                               |  |
| 2005年（平成17年） | 30,257人                               |  |
| 2010年（平成22年） | 28,766人                               |  |
| 2015年（平成27年） | 27,513人                               |  |
| 2020年（令和2年） | 26,513人                               |  |

### 教育

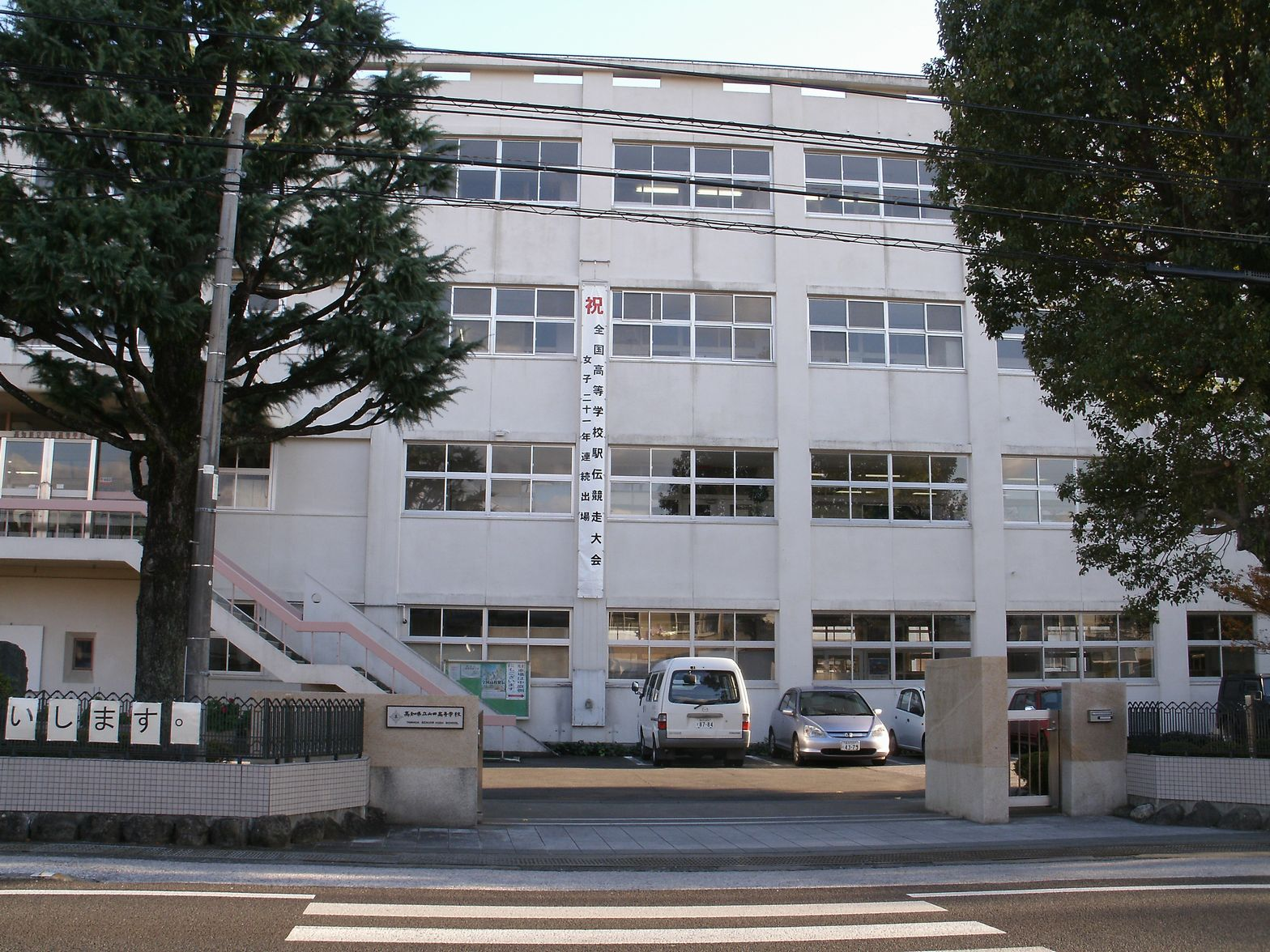
高知県立山田高等学校

#### 大学
- 高知工科大学（公立）

#### 高等学校
- 高知県立山田高等学校（定時制併設）

#### 中学校
- 香美市立鏡野中学校
- 香美市立香北中学校
- 香美市立大栃中学校
- 香美市立繁藤中学校（休校中）

#### 小学校
- 香美市立香長小学校
- 香美市立片地小学校
- 香美市立楠目小学校
- 香美市立舟入小学校
- 香美市立山田小学校
- 香美市立大宮小学校
- 香美市立大栃小学校
- 香美市立繁藤小学校（休校中）

また、香美市には「香美市高等学校等奨学金の給付に関する規則」（大学・短大等含む）という給付型奨学金制度がある。

## 交通

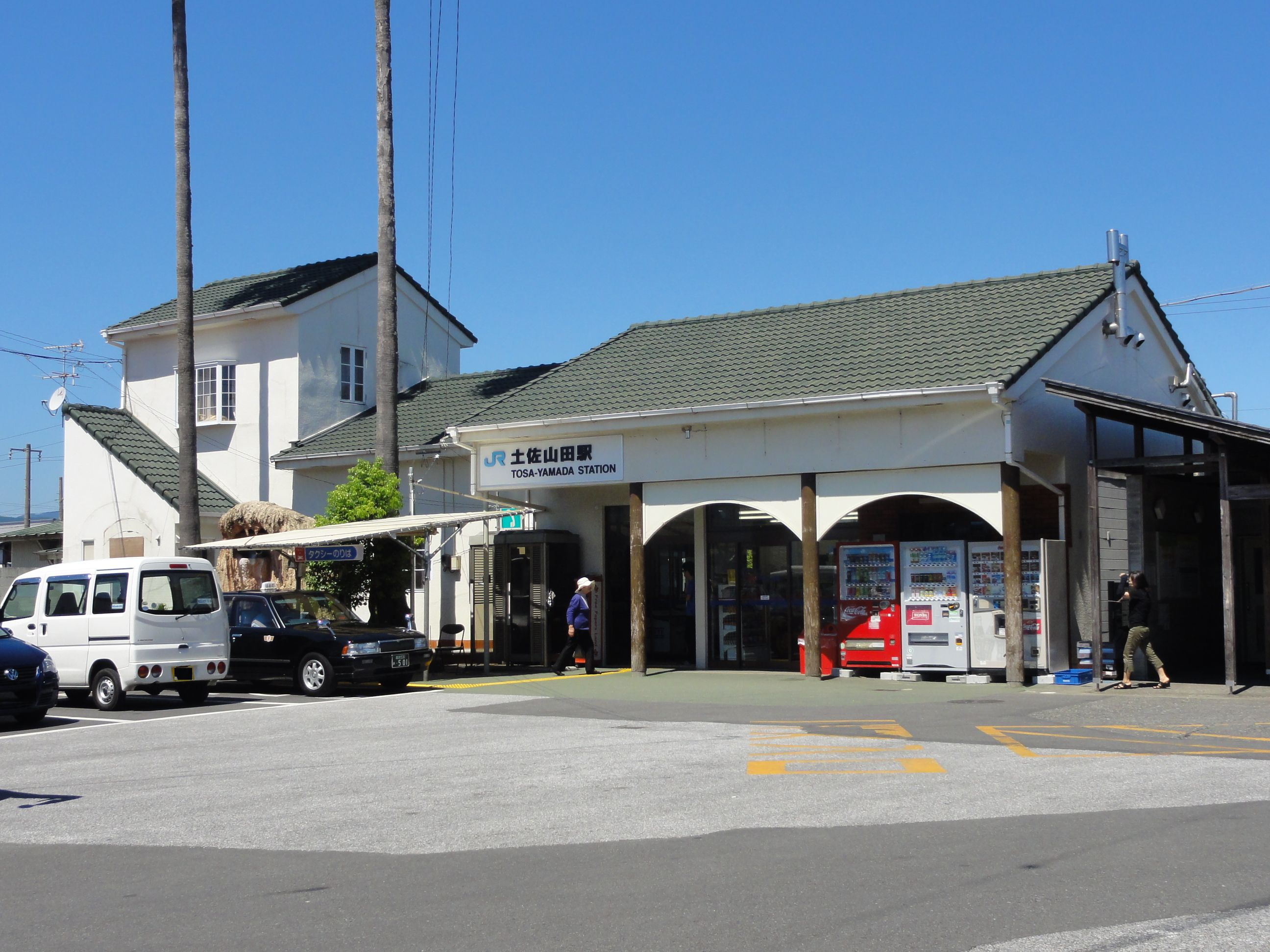
土佐山田駅

### 空港
- 最寄りの空港：高知龍馬空港（南国市）

### 鉄道路線
- 四国旅客鉄道（JR四国）土讃線：繁藤駅 - 新改駅 - 土佐山田駅 - 山田西町駅
  - 中心となる駅：土佐山田駅

### 路線バス
- ジェイアール四国バス
- とさでん交通
- 嶺北観光自動車
- 香美市営バス

### 道路
- 高速道路
  - 高知自動車道
最寄りのインターチェンジ：南国IC（南国市）
- 一般国道
  - 国道32号
  - 国道195号
    - 道の駅美良布
- 主要地方道
  - 高知県道22号龍河洞公園線
  - 高知県道30号香北赤岡線
  - 高知県道31号前浜植野線
  - 高知県道49号大豊物部線
- 一般県道
  - 高知県道217号久保大宮線
  - 高知県道218号日ノ御子土佐山田線
  - 高知県道220号蕨野大比線
  - 高知県道228号赤岡停車場線
  - 高知県道234号土佐山田野市線
  - 高知県道237号神母木野市線
  - 高知県道254号繁藤西町線
  - 高知県道372号宮ノ口深渕線
  - 高知県道385号香北野市線

## 文化施設
以下は市有の文化施設

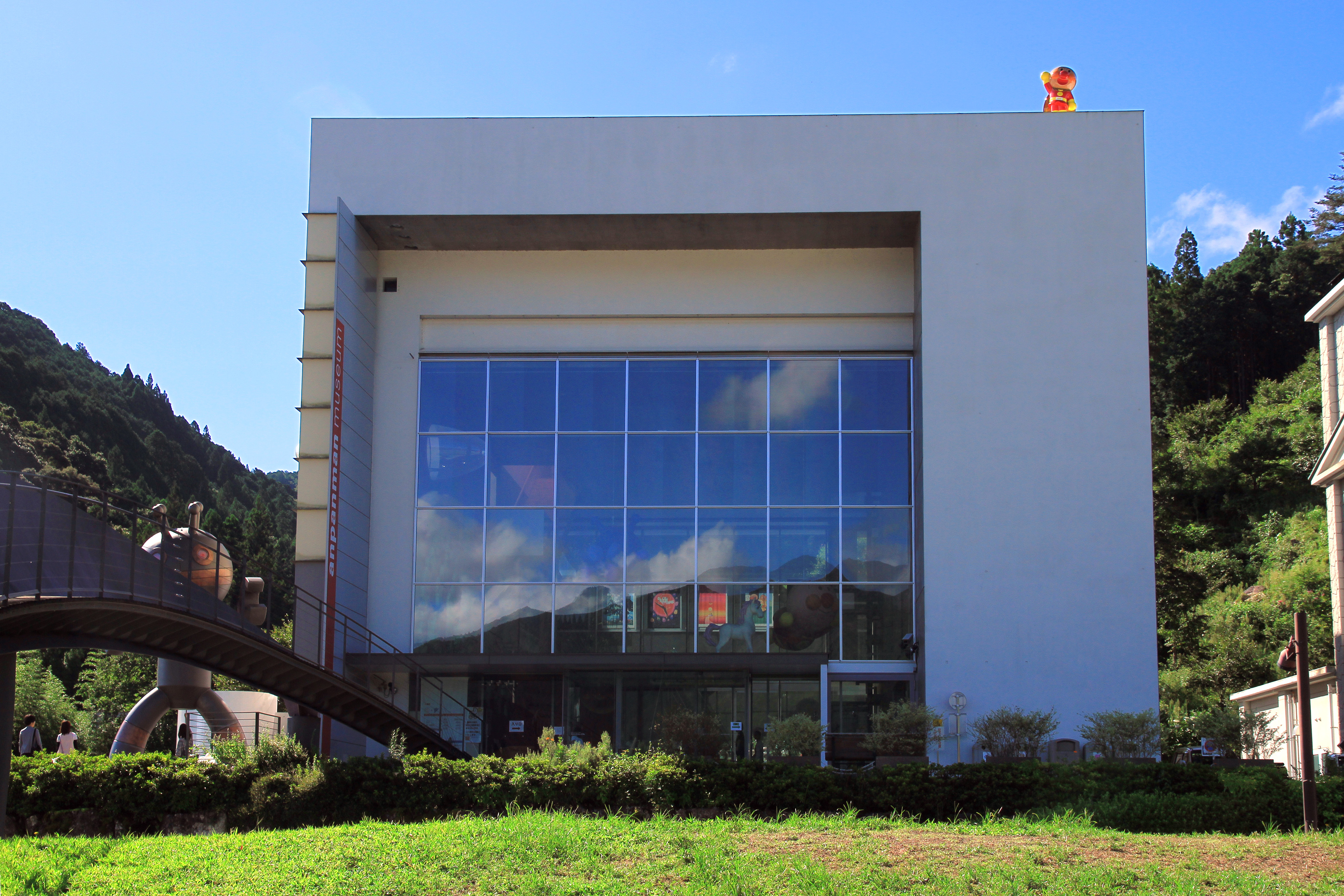
香美市立やなせたかし記念館

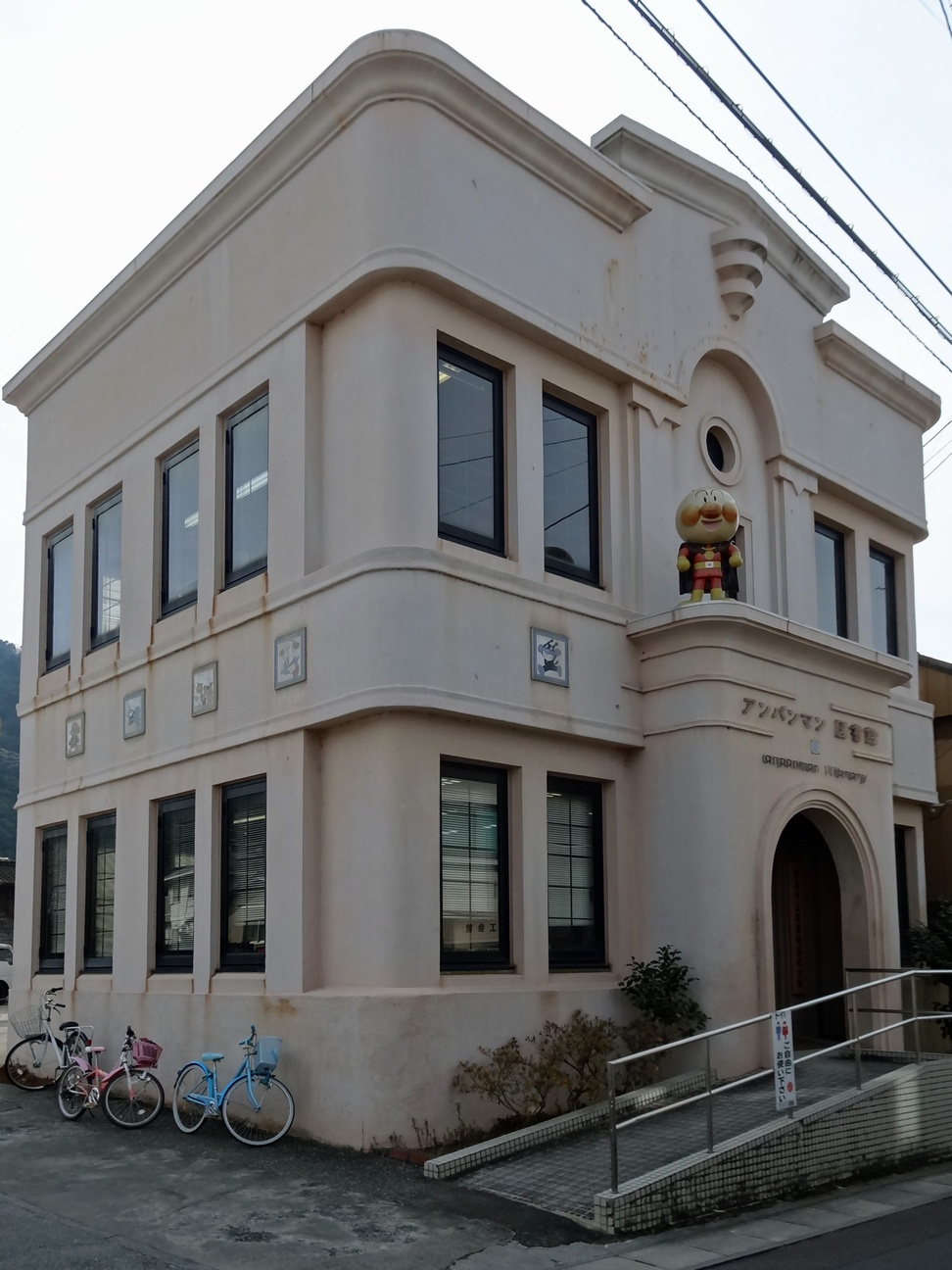
旧香美市立図書館香北分館（アンパンマン図書館）

- 香美市立やなせたかし記念館（愛称名: アンパンマンミュージアム）
- 香美市立美術館
- 香美市立吉井勇記念館
  - 渓鬼荘（吉井勇が隠棲した庵）、
- 香美市立図書館かみーる
  - 香美市立図書館物部分館
  - 香美市立図書館香北分館（移転） - 旧建物は1930年（昭和5年）に旧美良布村信用販売購買利用組合の事務所として建設された鉄筋コンクリート造りでアールデコ調の2階建て[3]。戦後、農協事務所となった後、1992年から旧香北町中央公民館別館図書室となる[3]。やなせたかしの出身地であり1997年に分館2階に「アンパンマン図書館」が開設された[3]。老朽化のため2021年8月末で休館し、2021年11月からは香美市基幹集落センター内に移転オープンすることになった[3]。旧建物の活用や将来の分館新築は未定[3]。

## 名所・旧跡・観光スポット・祭事・催事

### 名所・旧跡・観光スポット
- 龍河洞（鍾乳洞）
- 龍河洞スカイライン
- 龍河温泉
- 香北の自然公園
- 平山親水公園
- 野中神社
- 柳川神社
- 山田城 (土佐国)：市指定史跡。
- 谷秦山墓所
- 轟の滝（とどろのたき、日本の滝百選）
- 大荒の滝（おおあれのたき）
- 大川上美良布神社（延喜式内社）
- 日ノ御子河川公園キャンプ場
- 別府峡
- べふ峡温泉
- 西熊渓谷
- 奥物部湖
- 奥物部美術館

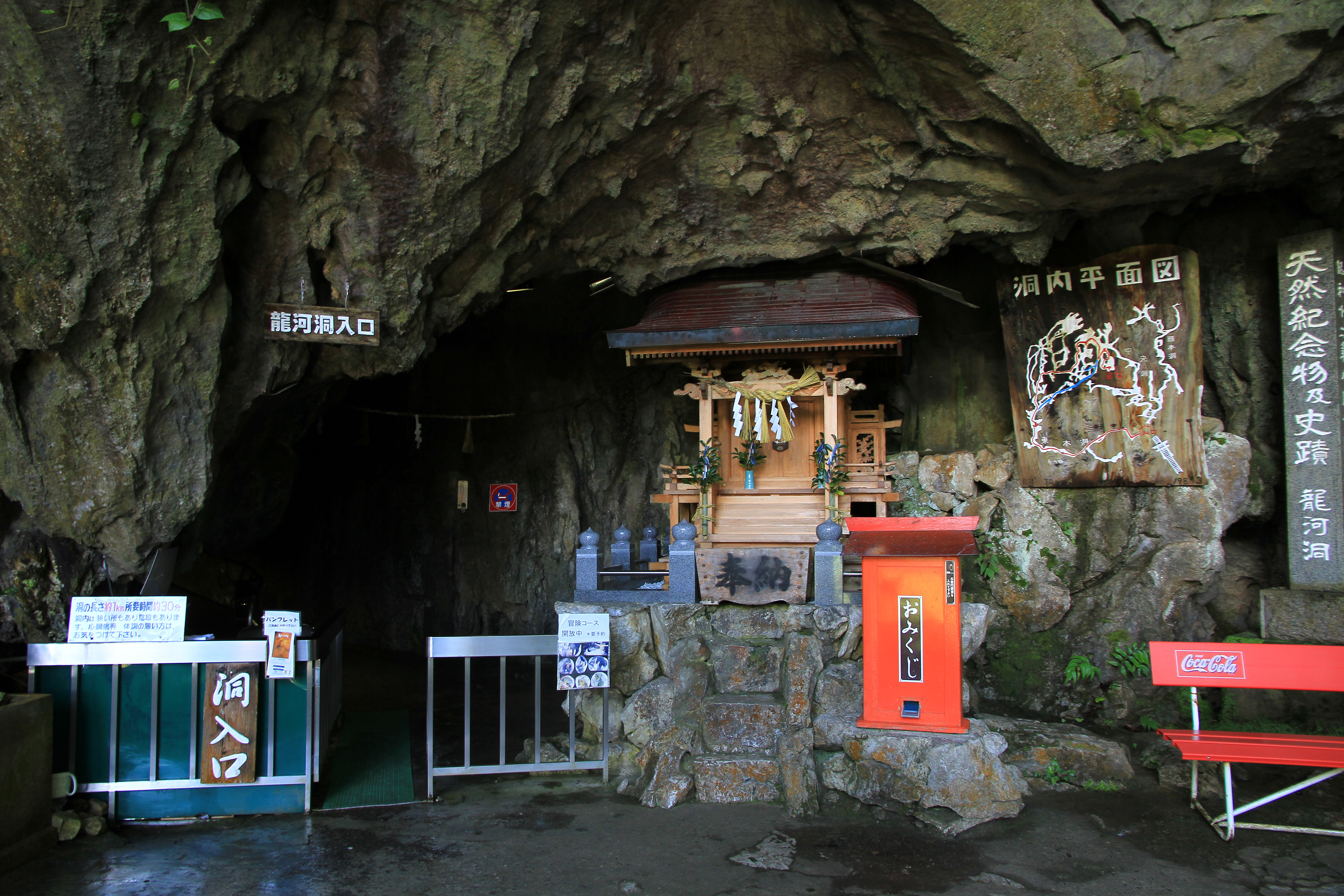
龍河洞洞窟入口（東本洞）と龍王神社

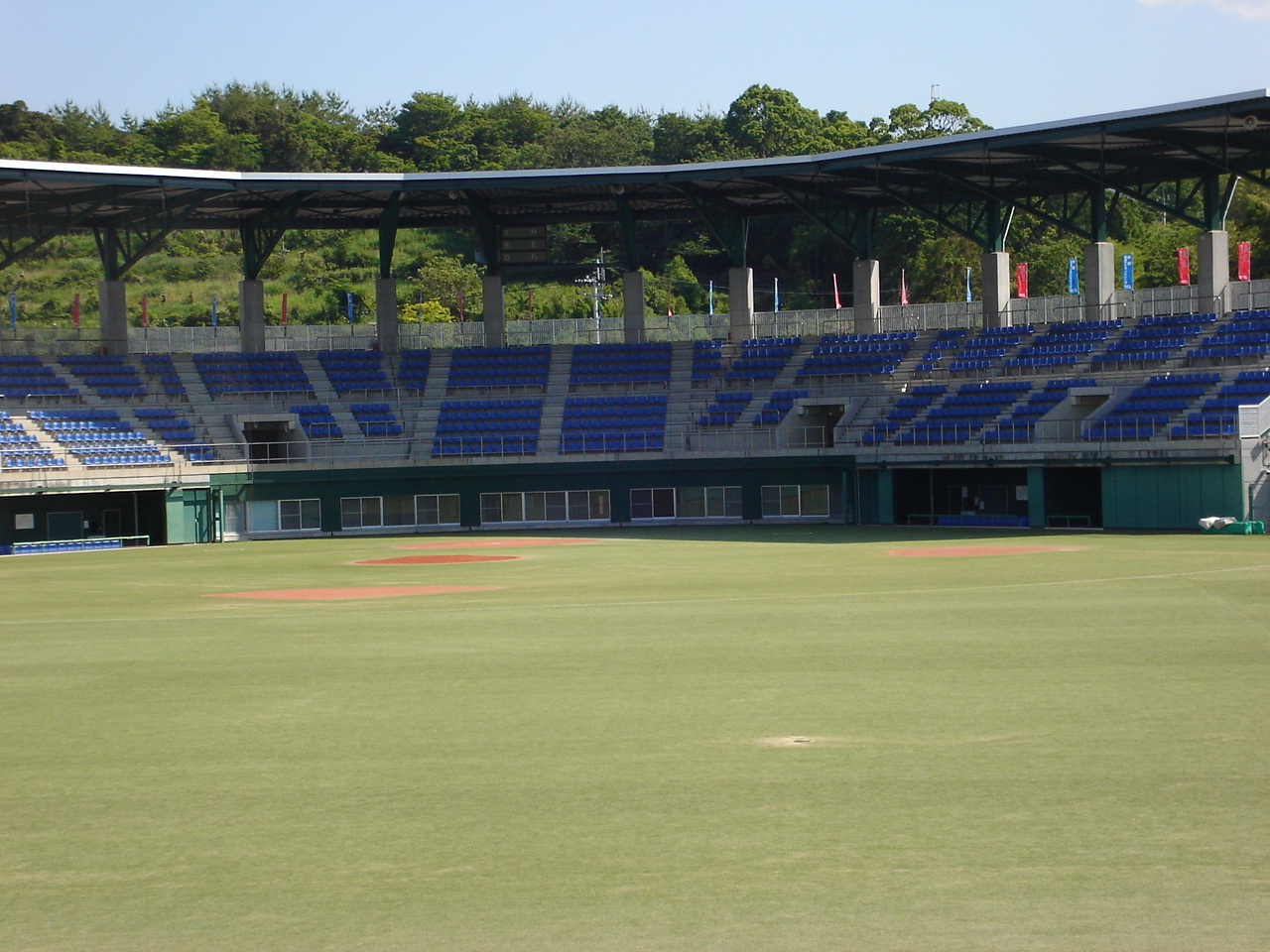
香美市秦山公園野球場

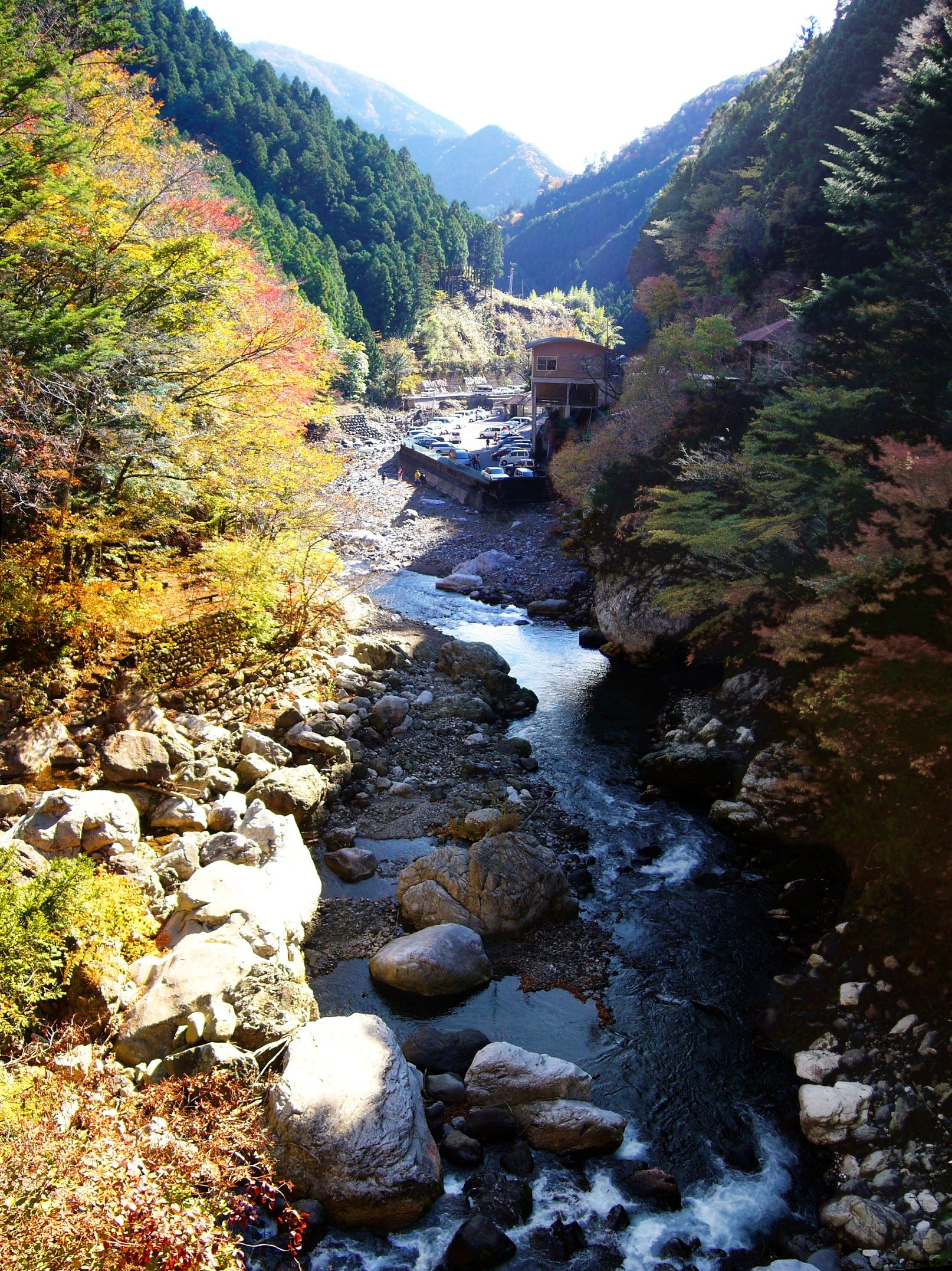
べふ峡

- 高坂山（安徳天皇の墓であるという伝承がある）
- 香美市秦山公園野球場
- 天理教
- 立正佼成会
- 宗教真光
- キリスト教

#### 集落活動センター
- 集落活動センター美良布[4]
- 集落活動センターひらやま

### 祭事・催事
- いざなぎ流神楽
- 湖水祭（8月）
- 土佐山田まつり（8月）
- 大川上美良布神社秋季大祭（11月2日・3日）

## 著名な出身者
- 江本孟紀（元プロ野球選手・野球解説者・政治家。育ちは高知市）
- 甲藤啓介（元プロ野球選手）
- 鹿取義隆（元プロ野球選手）
- 倉橋由美子（作家）
- 谷秦山（幕末の朱子学者）
- 田村公平（政治家）
- はらたいら（漫画家）
- 福留功男（フリーアナウンサー）
- 松永寿雄（軍人）
- 山下奉文 (陸軍大将)
- 森田茂 (政治家)
- やなせたかし（作家、漫画家）
- 山崎一夫（ギャンブルライター、雀荘経営者、銀玉親方）
- 山本忠興（工学博士、元早稲田大学理工学部教授）
- 吉川昌宏（プロ野球選手）
- 福留貴美子（よど号グループの岡本武夫人）

## 郵便番号
郵便番号は以下の通りとなっている。
- 土佐山田郵便局：782-00xx、782-85xx、782-86xx、782-87xx、789-05xx、781-42xx
- 大栃郵便局：781-44xx、781-45xx、781-46xx